# Coinage Act of 1857
Pour les articles homonymes, voir Coinage Act.
Le Coinage Act of 1857 (en français, loi sur la monnaie de 1857) adopté par le Congrès des États-Unis le 21 février 1857, interdit l'utilisation des pièces de monnaie étrangères en tant que monnaie légale et abrogeait toutes les lois autorisant les devises étrangères en or ou en argent. Des pièces de monnaie spécifiques, espagnoles ou mexicaines, pouvaient être échangées auprès du département du Trésor des États-Unis puis refondues.
Avant cette loi, des pièces étrangères, comme la pièce de huit — une pièce espagnole de huit réaux dite « spanish dollar » par les Américains, qui servit de modèle au dollar américain et à une bonne part des monnaies dans le monde —, sont en circulation et étaient autorisées légalement par la loi de 1806.